# Wohnraumbewirtschaftungsgesetz
Das Wohnraumbewirtschaftungsgesetz überführte die Regelungen zur Zwangsbewirtschaftung von Wohnraum aus dem Kontrollratsgesetz Nr. 18 in Bundesrecht. Grundgesetzlich wurde das Kontrollratsgesetz Nr. 18 bis zum Inkrafttreten des Wohnraumbewirtschaftungsgesetzes durch die Sondervorschrift des Art. 117 Abs. 2 GG  legitimiert, welche Einschränkungen des Grundrechts auf Freizügigkeit im Bundesgebiet bis zur Bewältigung der Wohnungsnot nach dem Zweiten Weltkrieg zuließ.
Das Gesetz wurde durch die Bundesregierung als Entwurf eines Wohnraummangelgesetzes in das parlamentarische Verfahren eingebracht. Im Rahmen der Ausschussberatungen im Deutschen Bundestag wurde der Titel in Entwurf eines Wohnraumbewirtschaftungsgesetzes geändert. Das Gesetz wurde im Zuge eines Vermittlungsverfahrens geändert.
Das Gesetz stellte den gesamten Wohnraum der Bundesrepublik Deutschland unter Zwangsbewirtschaftung durch die örtlichen Wohnungsämter; ausgenommen waren öffentlich geförderte Wohnungen sowie Wohnungen, die ohne öffentliche Darlehen oder Zuschüsse geschaffen und zwischen dem 21. Juni 1948 (Währungsreform) und 31. Dezember 1949 bezugsfertig geworden waren (§§ 1–3).
Die Wohnungsämter konnten Wohnungssuchende in leerstehende Wohnungen einweisen, aber auch in Wohnungen fremder Personen, sofern diese nach Einschätzung des Wohnungsamtes unterbelegt waren (§ 10). Hausbesitzer hatten freien Wohnraum unverzüglich den Wohnungsämtern zu melden (§ 7). Die Einweisung begründete einen privatrechtlichen Mietvertrag zwischen dem Wohnungseigentümer und dem Wohnungssuchenden (§§ 15–16).
Es galt ein Zweckentfremdungsverbot (§ 21) sowie ein absolutes Verbot des Abrisses von Wohnungen (§ 22). Wohnungsämter konnten auch gegen den Willen des Eigentümers Wohnungen modernisieren, d. h. mit zeitgemäßen Sanitär- und Versorgungseinrichtungen ausstatten (§ 23). Weisungen der Wohnungsämter konnten im Wege des Verwaltungszwangs durchgesetzt werden (§ 27).
Das Wohnraumbewirtschaftungsgesetz konkretisierte auch den Kündigungsschutz, der in dem nach 1949 weiter geltenden Mieterschutzgesetz (MSchG) geregelt war (§ 28). Bei einer Kündigung konnte der Mieter besonderen Vollstreckungsschutz in Anspruch nehmen, falls ihm kein Ersatzwohnraum angeboten werden konnte (§§ 30–31).
Mit dem Gesetz über den Abbau der Wohnungszwangswirtschaft und über ein soziales Miet- und Wohnrecht vom 23. Juni 1960 wurde es den Ländern freigestellt, die Zwangsbewirtschaftung von Wohnraum für bestimmte Landkreise und kreisfreie Städte aufzuheben. Spätestens am 31. Dezember 1965 sollte die Zwangsbewirtschaftung durch Aufhebung des Wohnraumbewirtschaftungsgesetzes bundesweit aufgehoben werden. Der Termin ließ sich aber aufgrund der angespannten Situation auf dem Wohnungsmarkt zahlreicher Städte im Bundesgebiet nicht halten und wurde nachträglich auf den 31. Dezember 1967, für bestimmte namentlich genannte Städte (Hamburg, Bonn, Freiburg im Breisgau , München, Landkreis Bonn, Landkreis Göttingen, Landkreis München) sowie für das Land Berlin auf den 31. Dezember 1968 verschoben. Der Mietenstopp und das Kündigungsverbot wurden zeitgleich mit Einführung des Wohngeldes als Sozialleistung aufgehoben; lediglich für Berlin galten aufgrund der Besonderheiten des örtlichen Wohnungsmarktes Ausnahmeregelungen; die Mieten blieben dort noch bis 1973 eingefroren. Bis dahin galten Übergangsregelungen nach den Bundesmietengesetzen.